# Мильо Узунов
Мильо (Милю) Райков Узунов е български революционер, деец на Вътрешната македоно-одринска революционна организация.

## Биография
Мильо Узунов е роден през 1875 година в малкотърновското село Чаглаик. Присъединява се към ВМОРО и през 1901 година влиза в четата на Георги Кондолов. От 1902 година е четник при Дико Джелебов и участва като охрана на конгреса на Петрова нива от 1903 година. Участва с четата на Джелебов в Илинденско-Преображенското въстание заедно с Коста Тенишев, Димитър Халачев, Велко Цветков.
На 22 март 1943 година като жител на Бургас подава молба за българска народна пенсия, която е одобрена и пенсията е отпусната от Министерския съвет на Царство България.
Умира през 1947 година в Бургас.